# 람보르기니 베네노
람보르기니 베네노(이탈리아어: Lamborghini Veneno, 스페인어 발음: [beˈneno])는 람보르기니에서 생산했던 스포츠카이다. 람보르기니 창립 50주년을 기념하여 만든 차량이며, 2013년 제네바 모터쇼에서 공개되었다. 출시 당시의 가격은 4,000,000달러이다.

## 사양

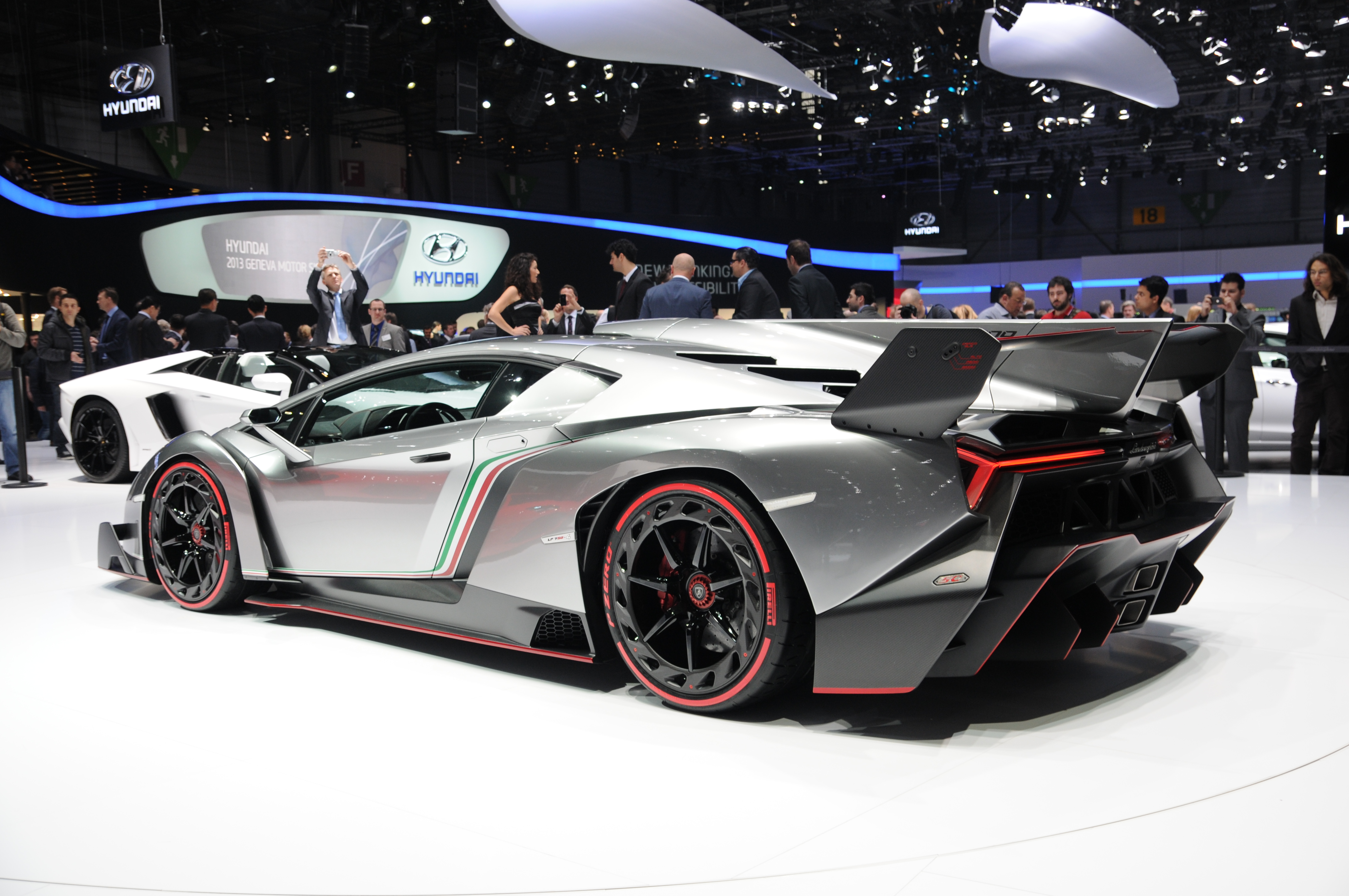
후면

베네노의 엔진은 아벤타도르에 장착된 6.5리터 V12의 발전으로 8,400rpm에서 750 PS (552 kW; 740 hp)의 출력을 생성하고 5,500rpm에서 690 N·m (509 lb·ft)의 토크를 생성한다. 출력의 증가는 공기 흡입구를 확대하고 배기 시스템을 수정하여 달성되었다.

## 디자인

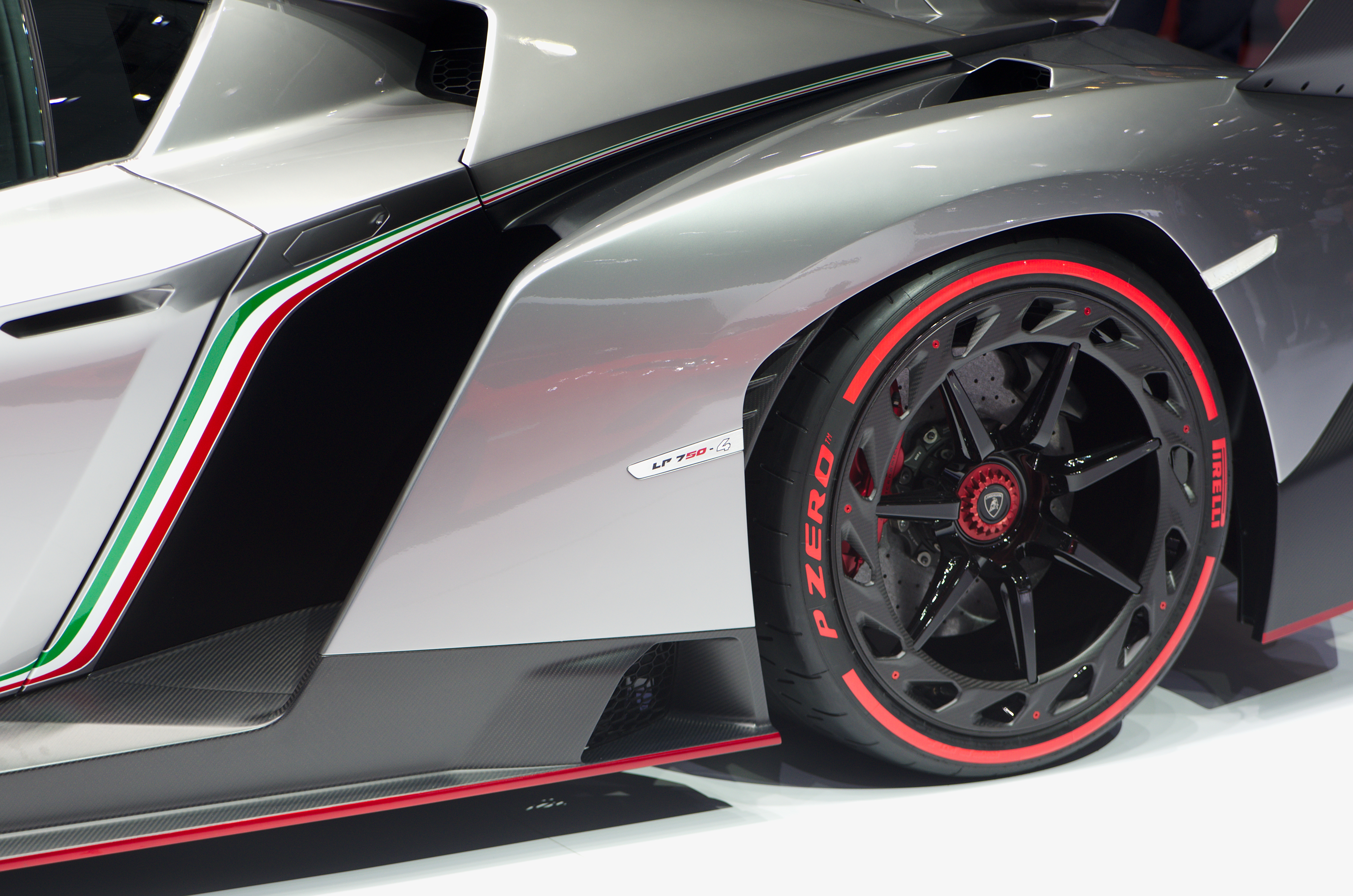
리어 휠 아치는 람보르기니 쿤타치에서 영감을 얻었고 터빈 휠은 브레이크를 냉각하는 데 도움이 된다.

베네노의 디자인은 람보르기니 차종의 이전 스타일에서 크게 벗어났다. 디자인은 스포츠 프로토타입과 레이싱 카에서 영감을 받았다. Y자 모양의 디자인 요소는 아벤타도르의 디자인 언어를 계승한 것이며 뒷바퀴 아치는 쿤타치를 연상시킨다. 통풍이 잘 되는 엔진 커버는 엔진 냉각을 개선하는 한편, 차량에 존재하는 극도의 공기역학적 요소는 트랙 중심의 특성을 나타낸다.

## 성능
베네노의 최고 속도는 356 km/h (221 mph)이고 가속 시간은 2.8초인 0–97 km/h (0–60 mph)이고, 제동 거리는 97–0km/h (60–0mph)에서 30m (98.0ft)이다.

## 변형 차종

### 람보르기니 베네노 로드스터

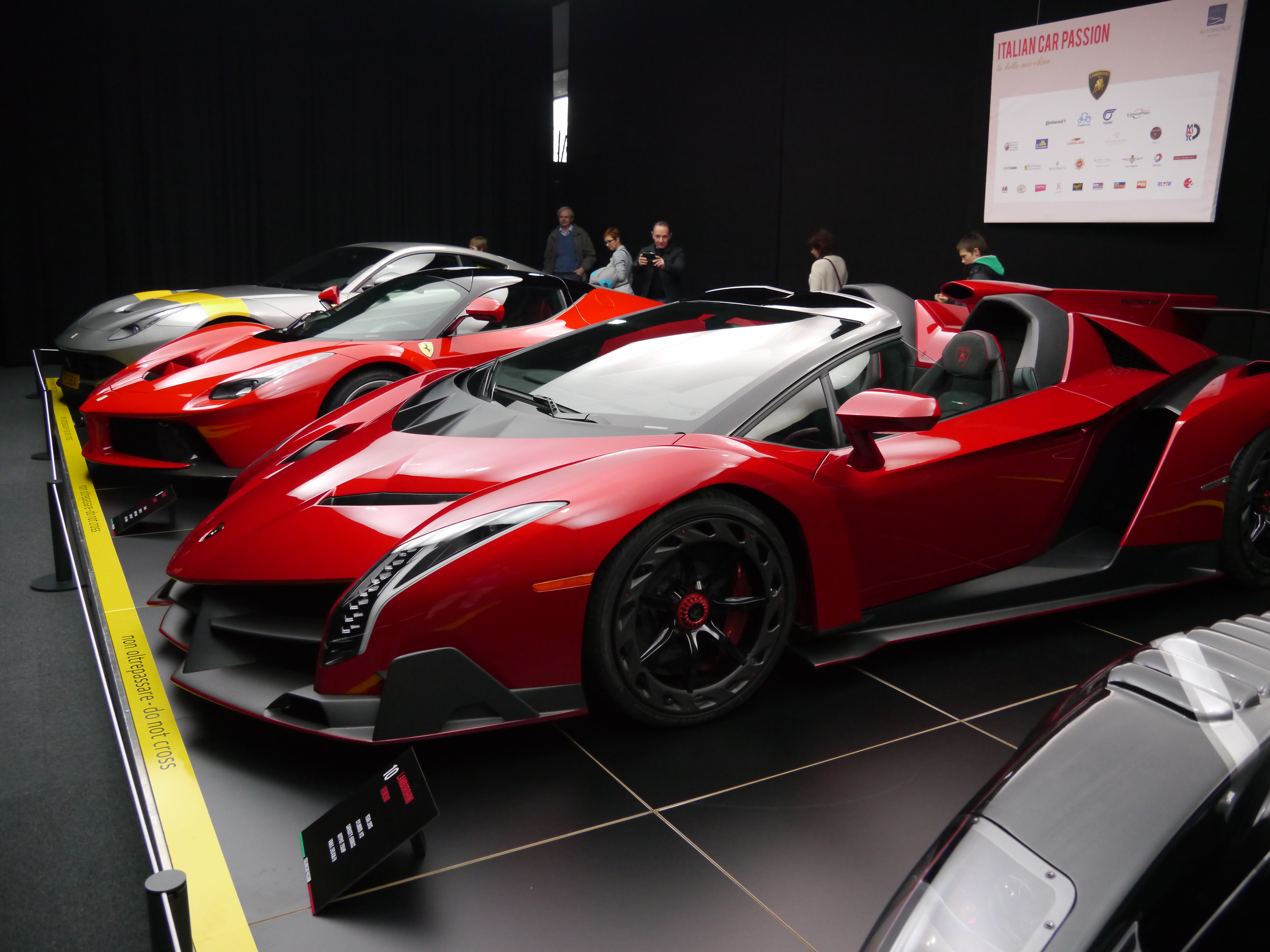

2014년 아부다비의 Mina Zayed 항구에 정박한 이탈리아 해군 항공모함 Cavour에서 공개되었으며2014년 라스베가스 소비자 가전 전시회에 이어 공개되었다.성능은 섀시 강화 구성 요소로 인해 쿠페보다 50 kg (110.2 lb) 더 무거운 쿠페와 동일하다. 로드스터는 3,300,000 유로 (세금 제외)에 판매되었다.

## 비디오 게임에서의 등장
- 3D운전교실
- 아스팔트 8: 에어본
- 아스팔트 9: 레전드
- 포르자 호라이즌 3
- 포르자 호라이즌 4
- BeamNG.drive
- GTA

## 같이 보기
- 람보르기니 센테나리오
- 람보르기니 시안
- 람보르기니 아벤타도르